# Yositaka Adachi
Yositaka “Yosi” Adachi (auch: Yoshitaka, geb. ca. 1959). ist ein Politiker in Palau. Er war drei Mal in Folge Gouverneur von Koror von 2006 bis 2018. Er trat zurück, weil die Verfassung von Koror ein Limit für die Amtszeit setzt.

## Karriere
Im Dezember 2016 bat Justizminister Antonio Bells um seine Unterstützung für eine geplante Anlegestelle, einen Gebäudeausbau und Wassernutzungsrechte für die neue Abteilung für Seerechtsdurchsetzung (Division of Marine Law Enforcement). Adachi wurde vom Ibedul (Häuptling) von Koror, Yutaka Gibbons, verklagt, weil er ihn und das Koror House of Traditional Leaders angeblich an der Ausübung ihrer Rollen und Funktionen gehindert hatte, indem er Gibbons‘ zugewiesenen Parkplatz am neuen Koror State Capital Complex beseitigte und den traditionellen Führern Telefon und Internet abstellte. Bei den Wahlen in Palau im Jahr 2016 kandidierte er für das Amt des Vizepräsidenten von Palau, verlor jedoch gegen Raynold Oilouch. Bei den Wahlen im November 2021 bewarb er sich erfolglos um eine Wiederwahl für das Amt des Gouverneurs von Koror gegen den amtierenden Franco Gibbons und drei weitere Kandidaten.

## Persönliches
Er hat japanische Wurzeln.